# Michal Macek
Michal Macek (Příbram, 19 gennaio 1981) è un calciatore ceco, centrocampista del Graffin Vlašim.